# Аренополис
Аренополис (порт. Arenópolis) — муниципалитет в Бразилии, входит в штат Гояс. Составная часть мезорегиона Северо-запад штата Гойас. Входит в экономико-статистический микрорегион Арагарсас. Население составляет 3890 человек на 2006 год. Занимает площадь 1074,591 км². Плотность населения — 3,6 чел./км².
Праздник города — 14 мая.

## Статистика
- Валовой внутренний продукт на 2003 год составляет 29 653 598,00 реалов (данные: Бразильский институт географии и статистики).
- Валовой внутренний продукт на душу населения на 2003 год составляет 7526,29 реалов (данные: Бразильский институт географии и статистики).
- Индекс развития человеческого потенциала на 2000 год составляет 0,739 (данные: Программа развития ООН).